# 가정동 (인천)
가정동(佳亭洞)은 대한민국 인천광역시 서구에 있는 법정동이다. 도농 복합 지역으로서 가정오거리 및 서인천 나들목과 인접하고, 동측은 계양구 효성동과 부평구 청천동, 남측은 석남동과 접한다.

## 개요
지명 가정동(佳亭洞)은 고려 말기ㆍ조선 초기 문신 조반(趙胖)이 농사(農事)하면서 시작(詩作)하던 별장인 가정터에서 유래한다. 구한말 부평군 석곶면 가정리였다가, 1914년 부평군 모월곶면과 통합되어 부천군 서곶면에 속했으나 1940년 일제강점기에는 인천부에 편성되어 천대전정(千代田町;지요다마찌)이 됐고 해방 후 가정동이 되었으며 자연 부락인 “윗말”, “아랫말”, “돌록골”, “상아고개”가 있다. 이곳에는 한국전쟁에 참가한 콜럼비아 군대를 기념하는 비석이 있고 지금은 행정동인 가정1동, 가정2동, 가정3동으로 구성돼 있다.

### 루원시티
현재 가정동은 루원시티 개발 공사가 한창이다. 효정아파트와 중앙아파트가 발파되어 해체된 것을 마지막으로 모든 주택 철거 공사가 완료되었으며, 앞으로 루원시티 재개발이 완료되면 새로운 도시 기능을 발휘할 듯하다. 가정1동은 한동안 거주자 및 세입자 대부분이 거의 거주하지 않다가, 인접한 가정보금자리 LH 아파트의 입주에 따라 인구 수가 회복되었다. 또한 가정2동은 개나리, 조광, 태화미성아파트와 단독주택, 다세대주택, 상가, 빌딩이 철거되어, 개발 대상 부지에서 제외된 동우, 현광, 성광, 한성, 뉴서울, 하나1ㆍ2ㆍ3차아파트, 한국GM 사원아파트가 동 전역의 10%로 남아 있는 거주지이다. 개발 부지 내에 위치한 인천봉수초등학교는 철거되지 않는다.

### 특이 사항
가정동은 아직까지도 비어 있게 하는 토지가 을씨년스럽게 방치되어 있는 나대지가 여전히 남은 상태이다. 그러나 이 일대에 살던 주민들이 급감하여 인천 서구의 인구는 2006년부터 일시적으로 감소되기 시작하였고 2010년 초까지 점점 감소되었으나 서구의 원도심 지역의 주민들이 부평구, 계양구, 미추홀구, 동구, 연수구, 김포시, 강화군, 서울특별시의 강서구는 물론 한강 건너 고양시 등지로 분산되어 있었던 것으로 드러난다.

## 연혁
- 1990년 1월 1일 : 가신동을 가정동과 신현동으로 분동
- 1991년 8월 17일 : 인천직할시 서구 가정동을 가정1·2동으로 분동
- 1995년 1월 1일 : 인천광역시 서구 가정1·2동으로 개칭

## 법정동
- 가정동

## 교육

### 1동
- 인천가원초등학교

### 2동
- 인천봉수초등학교

### 3동
- 인천가석초등학교
- 가정고등학교

## 교통 연계
가정동에는 교통편이 버스 이외 여타 연계된 이동 가능한 수단이 그동안 없었지만, 도시 철도를 이용할 때 예전 대비 더 좋아졌지만, 인천 도시철도 2호선과 서울 지하철 7호선의 환승역인 석남역까지 도보 및 시내버스 등을 통해 접근 가능하다. 그러나 인천 도시철도 2호선은 2016년 7월 개통되었으므로, 기존처럼 환승할 필요없이 바로 올 수 있는 장점이 있다. 또한 공항철도 검암역에 쉽게 접근할 수 있으며, 김포공항역을 통해 다시 수도권 전철 5호선과 서울 지하철 9호선 등으로도 갈아탈 수 있는 기회도 있다.